# Leon M. Keer
Leon M. Keer (* 13. September 1934 in Los Angeles, Kalifornien; † 12. Januar 2021) war ein US-amerikanischer Ingenieurwissenschaftler.

## Werdegang
Keer studierte am Caltech mit dem Bachelor-Abschluss 1956 und dem Master-Abschluss 1958, war von 1956 bis 1959 bei Hughes Aircraft und wurde 1962 an der University of Minnesota in Mechanik bei Lawrence E. Goodman promoviert (The contact stress problem for elastically identical spheres). 1963/64 war er Preceptor an der Columbia University. 1964 wurde er Assistant Professor und 1970 Professor an der Northwestern University, ab 1994 als Walter P. Morphy Professor für Bauingenieurwesen.
Er befasste sich unter anderem mit Kontaktmechanik und Reibung. 1972/73 war er als Guggenheim Fellow an der University of Glasgow. Außerdem war er Gastprofessor in Newcastle (1962/63 als NATO Fellow), Cardiff, Cambridge, Calgary und an der Universität Tōhoku.
2003 erhielt er die Daniel C. Drucker Medal und 2011 die Raymond D. Mindlin Medal. Er ist Fellow bzw. gewähltes Mitglied der American Society of Mechanical Engineers, der American Society of Civil Engineers, der Acoustical Society of America, der National Academy of Engineering (1997) und der American Academy of Mechanics, deren Präsident er 1988 bis 1989 war. 1986 wurde er Fellow der Japan Society for the Promotion of Science.

## Schriften
- mit H. S. Cheng: Solid contact and lubrication, ASME Special Publications 1980